# Étienne Villequin
Étienne Villequin est un peintre français né à Ferrières-en-Brie le 3 mai 1619, et mort à Paris le 15 décembre 1688.

## Biographie
Étienne Villequin est le frère du comédien Edme Villequin connu sous le nom de De Brie.

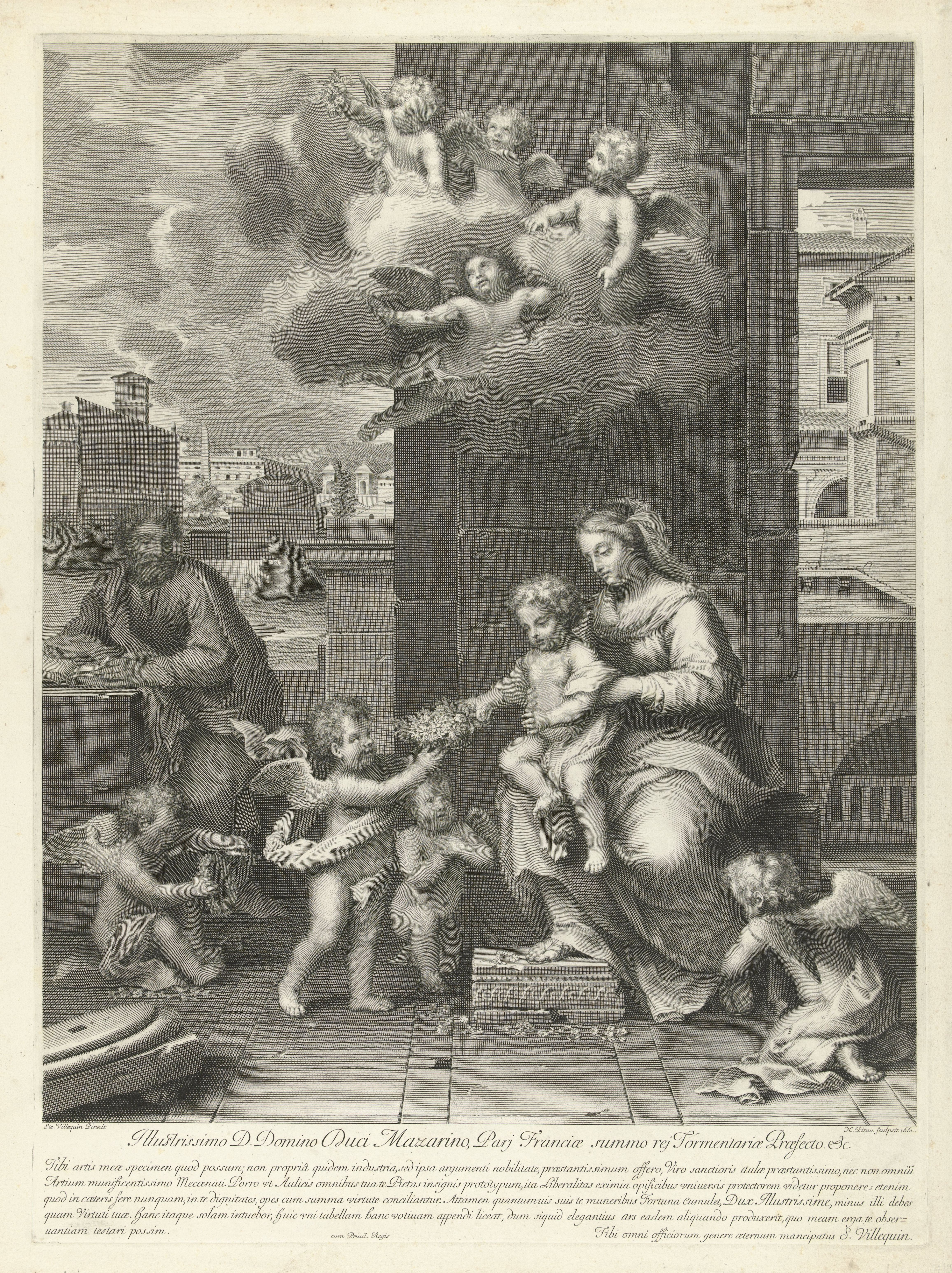
Sainte Famille
peinture d'Étienne Villequin gravée par Nicolas Pitau, 1661.

Peu de détails de sa vie sont connus. Il a été reçu à l'Académie royale de peinture et de sculpture le 21 avril 1663. Il a peint le May 1656 pour la cathédrale Notre-Dame de Paris Saint Paul défendant sa cause devant Agrippa et Bérénice (déposé à l'église Saint-Pothin de Lyon). Le musée du Louvre possède une peinture de lui, Jésus guérissant les aveugles à Jéricho. Nicolas Pitau a gravé une Sainte Famille à partir d'un tableau de Villequin, et Jean Boulanger a gravé Saint Roch et son chien.
Il tient sur les fonts baptismaux le fils de son frère Edme Villequin en 1639, et le fils du graveur Lochon en 1665.